# Золоче (навчально-виховний комплекс)
Товариство з обмеженою відповідальністю "Навчально-виховний комплекс «Золоче» (скорочена назва ТОВ "НВК "Золоче"), також Zoloche International School — навчально-виховний комплекс І-ІІ ступенів акредитації. До складу комплексу входить дитячий садочок та міжнародна початкова і середня загальноосвітня школи (англ. Zoloche International School).

## Акредитовані навчальні плани і програми
Навчальні плани навчально-виховного комплексу Золоче акредитовані на відповідність вимогам Державного стандарту початкової загальної освіти Міністерства освіти і науки України та Кембриджської міжнародної системи оцінювання (англ. Cambridge International Examinations) Кембриджського університету.
У школі впроваджено «Кембриджську програму початкової освіти» (англ. Cambridge Primary), в яку входять стандарти оцінювання рівня знань Cambridge Primary Progression Tests і Cambridge Primary Checkpoint, які використовуються для оцінки успішності учнів за міжнародними стандартами.

## Опис
Навчально-виховний комплекс розташований на півострові озера Золоче, що у селі Вишеньки, Бориспільського району, Київської області.
Комплекс працює як денна школа, також надаючи можливість навчатися і виховуватися у режимі «пансіон». Забезпечується транспортування учнів шкільними автобусами. Комплекс має навчальні та допоміжні приміщення, оснащені засобами для навчання, спортивні та ігрові зали і майданчики на свіжому повітрі, міні-стайню з поні. Окрім навчального процесу вихованцям пропонуються можливість активного відпочинку, свята та театралізовані вистави, пікніки на природі, екскурсії, поїздки в басейн театри, музеї, зоопарк тощо.

### Дитячий садочок
Дитячий садочок забезпечує навчання і виховання дитини на двох етапах:
- активний і креативний розвиток дитини із знайомством та вивченням англійської (віком від 2 до 5 років);
- підготовка до процесу систематичного навчання в школі за двомовною (англ. be-lingual) програмою (підготовчі групи віком від 5 до 6 років).

Навчання та виховання дітей проводиться у вікових міні-групах. Освітня програма складає більше 25 уроків на тиждень з 12 навчальних предметів. У процесі виховання і навчання застосовується персональний підхід до кожної дитини, для забезпечення її психологічного та емоційного комфорту і надання їй можливості реалізувати власний творчий потенціал. Передбачена можливість додаткових факультативних та індивідуальних занять.
Навчальні плани та методологія навчання забезпечують можливість отримання повної дошкільної освіти високого рівня із поглибленим вивченням іноземних мов та створення умов для розвитку інтелектуальних здібностей, комунікативних якостей, навичок культурної поведінки, фізичної, психологічної та мотиваційної готовності дитини до навчання в школі.

### Початкова школа
Початкова школа забезпечує процес навчання і виховання дітей віком від 6 до 11 років і надає можливість здобути загальну початкову освіту за двома освітніми програмами:
- національна освітня програма за Державним стандартом початкової загальної освіти;
- програма міжнародної початкової школи Cambridge Primary.

Окрім шкільної програми, передбачається можливість вивчення російської та іспанської як другої іноземної мови. Учні мають можливість брати участь у стандартизованих тестуваннях SAT декількох відповідних для віку рівнів.

### Середня школа
З 2016 —2017 в НВК «Золоче» відкрито середню школу для дітей віком 11 — 14 років, яка дає учням можливість здобути базову середню освіту. Учні по закінченню 9-го класу проходять атестацію для отримання свідоцтва національного зразка. У навчальний процес також впроваджуються освітні програми «Cambridge Secondary 1» і проводиться підготовка до їх акредитації в системі Cambridge International Examinations.